# چارلز وینچی
چارلز وینچی (انگلیسی: Charles Vinci; ۲۸ فوریهٔ ۱۹۳۳ – ۱۳ ژوئن ۲۰۱۸) وزنه‌بردار اهل ایالات متحده آمریکا بود.
وی در مسابقات کشوری و بین‌المللی در مجموع برندهٔ ۴ مدال طلا، ۲ مدال نقره شده‌است.